# Serafimowitsch
Serafimowitsch (russisch Серафимович) ist eine Kleinstadt in der Oblast Wolgograd in Russland. Sie liegt am rechten Ufer des Don, 260 km nordwestlich der Gebietshauptstadt Wolgograd, und hat 9368 Einwohner (Stand 14. Oktober 2010).

## Geschichte
Der Ort entstand 1589 als Kosaken-Staniza Ust-Medwedizkaja, vom Fluss Medwediza, der einige Kilometer westlich (flussaufwärts) in den Don mündet, und russisch ustje für „Mündung“. 1933 erhielt er den Stadtstatus und seinen heutigen Namen zu Ehren des Schriftstellers Alexander Serafimowitsch (1863–1949), der in der Nähe geboren wurde.

### Bevölkerungsentwicklung
| Jahr | Einwohner |
| ---- | --------- |
| 1897 | 5.805     |
| 1939 | 8.262     |
| 1959 | 8.874     |
| 1970 | 9.707     |
| 1979 | 10.047    |
| 1989 | 10.040    |
| 2002 | 9.939     |
| 2010 | 9.368     |

Anmerkung: Volkszählungsdaten

## Wirtschaft und Verkehr
Serafimowitsch ist Zentrum des gleichnamigen Landkreises (Rajons), welcher stark landwirtschaftlich geprägt ist. Daher beschränkt sich die Industrie des Ortes auf Lebensmittelproduktion (u. a. Butterfabrik).

## Sehenswürdigkeiten
Das Stadtbild von Serafimowitsch ist bis heute von alten ein- und zweistöckigen Bauten geprägt, unter denen sich auch sehenswerte Architekturdenkmäler finden. Zu nennen ist die aus dem Jahr 1782 stammende Himmelfahrtskirche sowie der alte Marktplatz (Базарная площадь). Nahe der Stadt sind das 1652 gegründete Erlöser-Verklärungs-Kloster (Спасо-Преображенский монастырь) sowie der Naturpark Ust-Medwedizki (Природный парк «Усть-Медвидицкий») für Touristen von Interesse.

## Söhne und Töchter der Stadt
- Markian Popow (1902–1969), Armeegeneral